# Erika Maria Rodríguez Pinzón
Erika Maria Rodríguez Pinzón   (Bogotà, 1978) és una socióloga i política colombiana. Doctora en relacions internacionals per la Universitat Autònoma de Madrid, és regidora d'economia del PSOE a l'Ajuntament de Madrid. Anava en el lloc desè de la llista socialista a les municipals i el 2016 va ocupar la vacant que deixava Carlota Merchán per substituir Pedro Sánchez al Congrés de Diputats. És profesora associada de la Universitat Autònoma de Madrid i experta en governabilitat, polítiques públiques, desenvolupament i seguretat. El febrer de 2019 va defensar una proposició en el ple perquè l'Ajuntament donès suport a la vaga feminista, iniciativa que va comptar amb el suport de Ara Madrid, amb l'abstenció de Ciutadans i el rebuig del PP.